# Craugastor fitzingeri
Craugastor fitzingeri е вид земноводно от семейство Craugastoridae.

## Разпространение
Видът е разпространен в Колумбия, Коста Рика, Никарагуа, Панама и Хондурас.